# Liste der österreichischen Botschafter in Norwegen

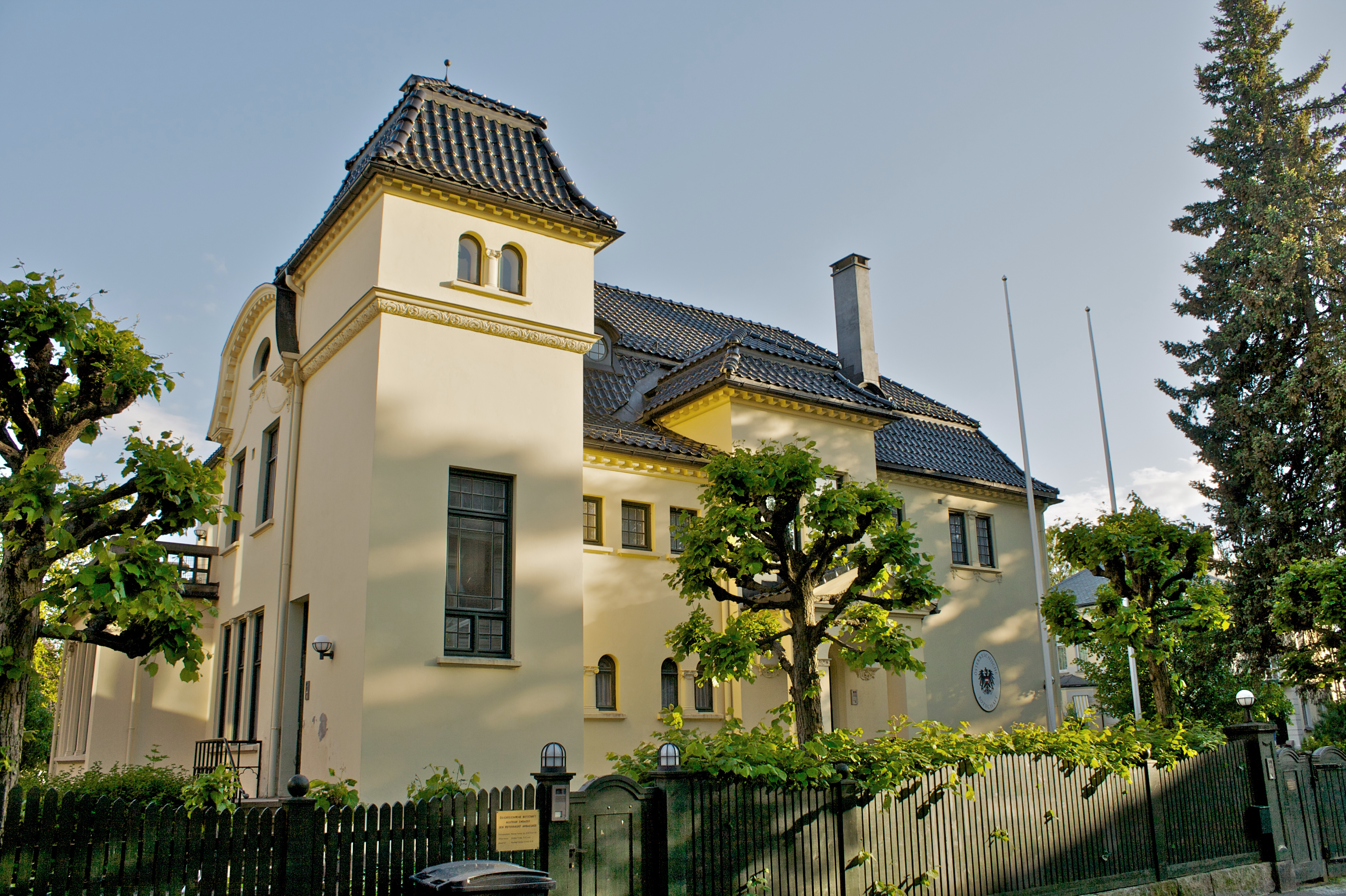
Österreichische Botschaft in Oslo (2009)

## Geschichte
Die bilateralen Beziehungen zwischen der Österreichisch-Ungarischen Monarchie und dem Königreich Norwegen wurden 1905 aufgenommen, in Kristiania (Oslo) wurde ein Honorarkonsulat eröffnet. Von 1906 bis 1917 war die österreichisch-ungarische Gesandtschaft Kopenhagen im Königreich Norwegen mitakkreditiert. Von Januar 1917 bis Kriegsende 1918 war Alexander Graf Hoyos der erste residente österreichisch-ungarische Gesandte in Kristiania (Oslo). Nach dessen Pensionierung 1919 wurde der Posten in der Ersten Republik aus Einsparungsgründen nicht nachbesetzt.
Nach dem Zweiten Weltkrieg wurden 1954 wieder diplomatische Beziehungen zwischen der Republik Österreich und dem Königreich Norwegen aufgenommen und kurz darauf eine diplomatische Vertretung in Oslo eingerichtet, die 1959 zur Botschaft aufgewertet wurde; im gleichen Jahr wurde auch die norwegische Botschaft in Wien eröffnet.

## Botschafter
| Ernennung Akkreditierung | Name                   | Bemerkungen                | ernannt von       | akkreditiert bei | Posten verlassen |  |
| ------------------------ | ---------------------- | -------------------------- | ----------------- | ---------------- | ---------------- |  |
| 1917                     | Alexander Graf Hoyos   |                            | Karl I.           |                  | 1919             |  |
| 1959                     | Johanna Monschein      | seit 1957 Gesandte in Oslo | Julius Raab       |                  | 1965             |  |
| 1965                     | Paul Wetzler           |                            | Josef Klaus       |                  | 1967             |  |
| 1967                     | Johannes Willfort      |                            | Josef Klaus       |                  | 1969             |  |
| 1969                     | Ernst Luegmayer        |                            | Josef Klaus       |                  | 1974             |  |
| 1974                     | Eduard Schiller        |                            | Bruno Kreisky     |                  | 1977             |  |
| 1977                     | Karl Wolf              |                            | Bruno Kreisky     |                  | 1984             |  |
| 1985                     | Walter Hietsch         |                            | Fred Sinowatz     |                  | 1990             |  |
| 1990                     | Franz Palla            |                            | Franz Vranitzky   |                  | 1994             |  |
| 1994                     | Harald Wiesner         |                            | Franz Vranitzky   |                  | 1999             |  |
| 1999                     | Thomas Hajnoczi        |                            | Viktor Klima      |                  | 2003             |  |
| 2004                     | Anton Kozusnik         |                            | Wolfgang Schüssel |                  | 2008             |  |
| 2008                     | Lorenz Graf            |                            | Werner Faymann    |                  | 2011             |  |
| 2012                     | Thomas Wunderbaldinger |                            | Werner Faymann    |                  | 2017             |  |
| 2017                     | Wilhelm Donko          |                            | Christian Kern    |                  | 2022             |  |
| 2022                     | Stefan Pehringer       |                            | Sebastian Kurz    |                  |                  |  |

Quelle: